# Liste der Monuments historiques in Brémur-et-Vaurois
Die Liste der Monuments historiques in Brémur-et-Vaurois führt die Monuments historiques in der französischen Gemeinde Brémur-et-Vaurois auf.

## Liste der Immobilien
| Bezeichnung           | Beschreibung                                           | Standort                      | Kennzeichnung | Schutzstatus | Datum | Bild           |
| --------------------- | ------------------------------------------------------ | ----------------------------- | ------------- | ------------ | ----- | -------------- |
| Château de Rocheprise | ab dem 15. Jahrhundert; einschließlich des Taubenturms | Brémur, rue du Château (Lage) | PA00112159    | Inscrit      | 1975  | weitere Bilder |

## Liste der Objekte
| Bezeichnung                                          | Beschreibung                                                               | Standort                                                  | Kennzeichnung | Schutzstatus | Datum | Bild |
| ---------------------------------------------------- | -------------------------------------------------------------------------- | --------------------------------------------------------- | ------------- | ------------ | ----- | ---- |
| Skulptur Heiliger Theobald                           | Kalkstein, farbig gefasst und vergoldet, erste Hälfte des 15. Jahrhunderts | Brémur, in der Kirche Sts-Côme-Damien-et-Florentin (Lage) | PM21000398    | Classé       | 1964  |      |
| Skulptur Verherrlichung Mariens                      | Kalkstein, 17. Jahrhundert                                                 | Brémur, in der Kirche Sts-Côme-Damien-et-Florentin (Lage) | PM21000399    | Classé       | 1964  |      |
| Zwei Skulpturen: Heiliger Kosmas und heiliger Damian | Holz, farbig gefasst, 18. Jahrhundert                                      | Brémur, in der Kirche Sts-Côme-Damien-et-Florentin (Lage) | PM21000400    | Classé       | 1976  |      |